# Dario Argento
Dario Argento, född 7 september 1940 i Rom, är en italiensk filmregissör, filmproducent och manusförfattare, och känd för sitt arbete inom den italienska filmgenren Giallo.

## Karriär

### Tidig karriär
Argento började sin karriär som frilansande filmkritiker åt flera tidningar, samtidigt som han fortfarande gick på gymnasium. Dessa jobb ledde till att Argento efter sina studier fick jobb som kolumnist hos Rom-tidningen Paese Sera. Detta inspirerade honom till att börja skriva egna historier.
1968 fick han tillfälle att visa upp sina färdigheter då han blev erbjuden att bli medförfattare till Sergio Leones berömda västernfilm Harmonica - en hämnare. Det gav honom senare möjlighet att regissera sin egen långfilm Ljudet från kristallfågeln 1970. Producerade gjorde Darios far Salvatore Argento som producerade alla Argentos filmer fram till sin död 1987.

### Gialloåren
Genren Giallo bygger på en våldsammare typ av kioskdeckare, ordet betyder gul på italienska och kommer av att omslagen på romanerna var gula vilket lätt kan kopplas till film noir ”mörk film” som kommer från franska kioskdeckare där omslagen var svarta. Argentos mentor skräckikonen Mario Bava är den som de flesta ger äran för att ha tagit Giallon från böckerna till vita duken. Argento började sin Giallokarriär med filmen Ljudet från kristallfågeln som blev en succé. Argento fick därefter möjlighet att skapa fler filmer, den efterföljande blev De nio heta spåren 1971 och Den djävulska fällan 1971, som inofficiellt räknas som Argentos djurtrilogi. Därefter lade Argento Giallofilmerna på hyllan i tre år och ägnade sig istället åt att göra dramer och komedier för tv. 1975 återgick han till Giallon och gjorde Deep Red som blev en stor succé. Filmen har fungerat som inspiration åt flera skräckfilmer bland annat John Carpenters Alla helgons blodiga natt. Det var även under inspelningen av Deep Red som Argento kom i kontakt med kompositören Claudio Simonetti och dennes rockband Goblin som senare skulle göra musiken till de flesta av Argentos filmer.

### Den övernaturliga perioden
Efter Deep Red inledde Argento en period med övernaturliga filmer. Den första var Flykten från helvetet (originaltitel: Suspiria) 1977 som också kanske är den film man mest förknippar honom med. Filmen var också början till Argentos berömda modertrilogi. Efter Flykten från helvetet gjorde Argento ett uppehåll i sin påtänkta trilogi och gjorde istället den idag kultförklarade Dawn of the Dead 1978 med George Romero. Trots att Argento var med att regissera Dawn of the Dead beslutades det att Romero ensam skulle krediteras som regissör. Argento stod dock med som producent. Argento fick även i uppgift att klippa om Dawn of the Dead för den europeiska publiken som man trodde hade en annorlunda syn på hur skräckfilm skulle vara. Även titeln ändrades för européerna och fick namnet Zombi. Ett år senare skapade en annan känd skräckregissör, Lucio Fulci, en film som skulle få namnet Zombi 2 trots att den inte hade något med Argentos film att göra. Detta var naturligtvis ett simpelt sätt att lura folk att detta var en uppföljare.
Efter Dawn of the Dead fortsatte Argento sin modertrilogi med filmen Inferno 1980. Därefter skulle det ta 27 år innan han färdigställde trilogin med Mother of Tears. Istället återgick han till giallofilmer och gjorde Tenebre 1982 och Phenomena 1985. Den förstnämnda är ofta misstagen för att tillhöra modertrilogin på grund av sitt namn då den andra av de tre mödrarna heter Mater Tenebrarum. Därefter agerade han producent åt regissören Lamberto Bava (son till Mario Bava) i dennes filmer Demons 1985 och Demons 2 1986.

### Senare år
Efter att ha producerat dessa filmer gjorde Argento filmer som Opera 1987, Two Evil Eyes 1990, Trauma 1993, kassasuccén Stendhals syndrom 1996 och Il Fantasma dell'opera 1998. År 2001 regisserade Argento filmen Sleepless som påminde om hans äldre filmer och många fans gladde sig åt att Argento var på väg i ”rätt riktning” igen. Många blev därför besvikna när han gjorde The Card Player 2004 som enligt fansen var för mainstream. År 2005 regisserade han tv-filmen Jenifer åt skräckserien Masters of Horror där många av vår tids stora skräckikoner gjort ett inhopp. Med Jenifer fick Argento bättre kritik än han fått på länge och gjorde därför ytterligare en film åt serien Pelts 2006. År 2007 blev han äntligen klar med sin modertrilogi med filmen Mother of Tears.

#### Modertrilogin
Inspirationen till modertrilogin fick Argento från Levana and Our Ladys of Sorrow som är en del av författaren Thomas de Quinceys bok Suspiria de Profundis 1845. de Quincey påstår att han fick idén till de tre mödrarna under påverkan av drogen opium. Historien om de tre mödrarna utspelas vid Svarta havets kust omkring år 1000 där tre systrar lär sig att bemästra mäktig magi. Under många år vandrar systrarna kring jorden och skaffar sig ohygglig makt och rikedom, efter sig lämnar de bara olycka och förödelse. Därefter hör man inget om systrarna fram tills sent 1800-tal då E. Valleri, en arkitekt tillika alkemist, blir anlitad att bygga systrarna tre tillhåll, ett i Rom i Italien, ett i New York och ett i Freiburg i Tyskland. För sent upptäcker Varelli vilka systrarna är och vad han har byggt. Han hinner dock skriva ner sina memoarer om det han vet innan han själv underkastas häxornas våld. Från sina tillhåll sprider de tre mödrarna lidande, död och mörker ut över världen.
Mater Suspiriorum (svenska: Sorgens moder) var den äldsta av de tre mödrarna. Hennes födelsenamn var Helen Markos och är den enda av systrarna som man känner till namnet på. Markos tillhåll låg i Freiburg,Tyskland,där startade hon en skola för det ockulta och började locka till sig anhängare. Rykten började snart florera bland stadens invånare om att Markos var en häxa och därför iscensatte hon sin död och testamenterade bort skolan till sin stjärnelev som gjorde om tillhållet till en dansskola utåt sett. I ”The Mother of Tears” berättar prästen fader Johannes (spelad av Udo Kier) att en vit häxa vid namn Elisa Mandy försökte utmana Markos makt. Både Elisa och hennes man mördades av Markos men lyckades innan dess försvaga henne till den gamla orkeslösa kvinna man ser henne som i Flykten från helvetet. Mater Suspiriorum möter sitt öde 1977 då den unga balettdansösen Suzy Banyon (Jessica Harper) lyckas döda henne.
Mater Tenebrarum (svenska: Mörkrets moder) var den grymmaste av de tre mödrarna, hennes tillhåll låg i New York. Lite är känt om denna syster. Det man får reda på i ”Inferno” är att det är hon som håller arkitekten Varelli fången. I slutet av ”Inferno” berättar hon för filmens huvudkaraktär Mark Elliot (Leigh McCloskey) att hon och hennes systrar i själva verket är döden personifierad. Kort därefter möter hon och hennes tillhåll sitt öde i en eldsvåda. 
Mater Lachrimarum (svenska: Tårarnas moder) är den yngsta och mäktigaste av de tre systrarna, hennes tillhåll låg i Rom. I ”Mother of Tears” återfinns en klädnad som innehåller hennes forna styrka. Naturligtvis hamnar denna snart i häxans händer och ett kaos av rån, mord och överfall sprider sig snabbt över Rom. Samtidigt samlar Mater Lachrimarum en armé av mörka häxor. Mater Lachrimarum möter sitt öde i Sarah Mandy, dotter till Elisa Mandy genom att denna lyckas bränna hennes klädnad. Detta medför att häxans tillhåll kollapsar och Mater Lachrimarum själv genomborras av en fallande obelisk.

### I dag
Dario Argento driver en affär i Rom, Profondo Rosso, med inriktning på skräck och fantasy tillsammans med Luigi Cozzi, också han regissör.

## Familj
Dario Argento är son till producenten Salvatore Argento och fotografen Elda Luxardo samt bror till producenten Claudio Argento.
Dario levde tillsammans med skådespelerskan Daria Nicolodi perioden 1974-1985 och de fick döttrarna Asia Argento och Fiore Argento.
Daria Nicolodi, Fiore Argento och Asia Argento har alla figurerat i Darios filmer. Daria Nicolodi går allteftersom Argentos filmografi växer fram allt våldsammare öden till mötes i filmerna. Det har spekulerats att det har samband med deras förhållande i verkliga livet som blev allt sämre med åren.

## Inspiration
Dario influerades mycket av Mario Bava som under en tid även var hans kollega och lärare.

## Filmografi
- 1964 – Den djävulska fällan
- 1970 – Ljudet från kristallfågeln
- 1971 – De nio heta spåren
- 1975 – Deep Red
- 1977 – Flykten från helvetet, första delen i Modertrilogin
- 1980 – Inferno, andra delen i Modertrilogin
- 1982 – Tenebre
- 1985 – Phenomena, den första film Argento spelade in på engelska
- 1987 – Opera
- 1990 – Two Evil Eyes
- 1993 – Trauma
- 1996 – Stendhals syndrom
- 1998 – Il Fantasma dell'opera
- 2001 – Sleepless
- 2004 – The Card Player
- 2005 – Jenifer, del i första säsongen av tv-serien Masters of Horror
- 2006 – Pelts, del i säsong två av tv-serien Masters of Horror
- 2007 – Mother of Tears, avslutande delen i Modertrilogin
- 2009 – Giallo
- 2012 – Dracula 3D